# Забрежани
Забрежани (итал. Presani) је насељено место у Републици Хрватској у Истарској жупанији. Административно је у саставу Града Пазина.

## Становништво
На попису становништва 2011. године, Забрежани су имали 417 становника.
Према попису становништва из 2001. године у насељу Забрежани је било 408 становника који су живели у 106 породичних и 13 самачких домаћинстава.
Кретање броја становника по пописима 1857—2001.
| година пописа  | 1857. | 1869. | 1880. | 1890. | 1900. | 1910. | 1921. | 1931. | 1948. | 1953. | 1961. | 1971. | 1981. | 1991. | 2001. | 2011. |
| бр. становника | 0     | 0     | 539   | 521   | 548   | 624   | 0     | 0     | 539   | 521   | 452   | 398   | 393   | 391   | 408   | 417   |

Напомена:У 1991. повећано припајањем диела насеља Базгаљи, општине Грачишће. За тај део подаци до 1961. садржани су у насељу Базгаљи. У 1857, 1869, 1921. и 1931 подаци су садржани у насељима Линдар и Пазин. Од 1880. до 1910. означено као део насеља. Од 1880. до 1910. и од 1948. до 1971. садржи податке за бивша насеља Кашћергани, Катун Линдарски, Пулићи и Шајини.

## Попис1991.
На попису становништва 1991. године, насељено место Забрежани је имало 391 становника, следећег националног састава:
| Попис 1991.‍  | Попис 1991.‍  | Попис 1991.‍ | Попис 1991.‍ | Попис 1991.‍ |
| ------------ | ------------ | ----------- | ----------- | ----------- |
|              |              |             |             |             |
| Хрвати       | Хрвати       |             | 336         | 85,93%      |
| Југословени  | Југословени  |             | 1           | 0,25%       |
| регион. опр. | регион. опр. |             | 52          | 13,29%      |
| непознато    | непознато    |             | 2           | 0,51%       |
| укупно: 391  |              |             |             |             |